# Пинъюань (Мэйчжоу)
Пинъюа́нь (кит. упр. 平远, пиньинь Píngyuǎn) — уезд городского округа Мэйчжоу провинции Гуандун (КНР).

## История
Уезд был создан во времена империи Мин в 1562 году. Так как он располагался между уездами Упин и Аньюань, то в качестве названия для него были взяты последние иероглифы из названий этих уездов.
После вхождения этих мест в состав КНР был образован Специальный район Синмэй (兴梅专区) и уезд вошёл в его состав. В 1952 году Специальный район Синмэй был расформирован, и уезд перешёл в состав Административного района Юэдун (粤东行政区). В конце 1955 года было принято решение о расформировании Административных районов, и с 1956 года уезд перешёл в состав нового Специального района Шаньтоу (汕头专区). В ноябре 1958 года уезд Пинъюань был присоединён к уезду Синнин, но уже в январе 1961 года он был вновь выделен в отдельный уезд.
В июне 1965 года бывший Специальный район Синмэй был воссоздан под названием Специальный район Мэйсянь (梅县专区). В 1970 году Специальный район Мэйсянь был переименован в Округ Мэйсянь (梅县地区).
Постановлением Госсовета КНР от 7 января 1988 года округ Мэйсянь был преобразован в городской округ Мэйчжоу.

## Административное деление
Уезд делится на 12 посёлков.